# نجم مزدوج

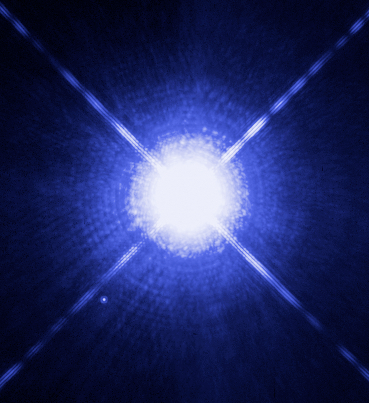
الشعرى اليمانية ب كنقطة صغيرة يسار وأسفل النجم الكبير أ

يشير النجم المزدوج (بالإنجليزية: Double star)‏ إلى نجمين يبدوان قريبين حسبما يرى من الأرض.
يتكون من نجمين تربطهما قوى جاذبية يدوران حول بعضهما البعض كدوران الأرض حول الشمس وفي هذة الحالة يطلق عليها نجم ثنائي (بالإنجليزية: Binary star)‏، أو انه مجرد خداع بصري نتيجة لموقع النجمين في السماء.
أحد الأمثلة الشعرى اليمانية أ وب.